# XIV округ Парижа
XIV округ Парижа — один з 20-ти адміністративних округів французької столиці.

## Географічне положення

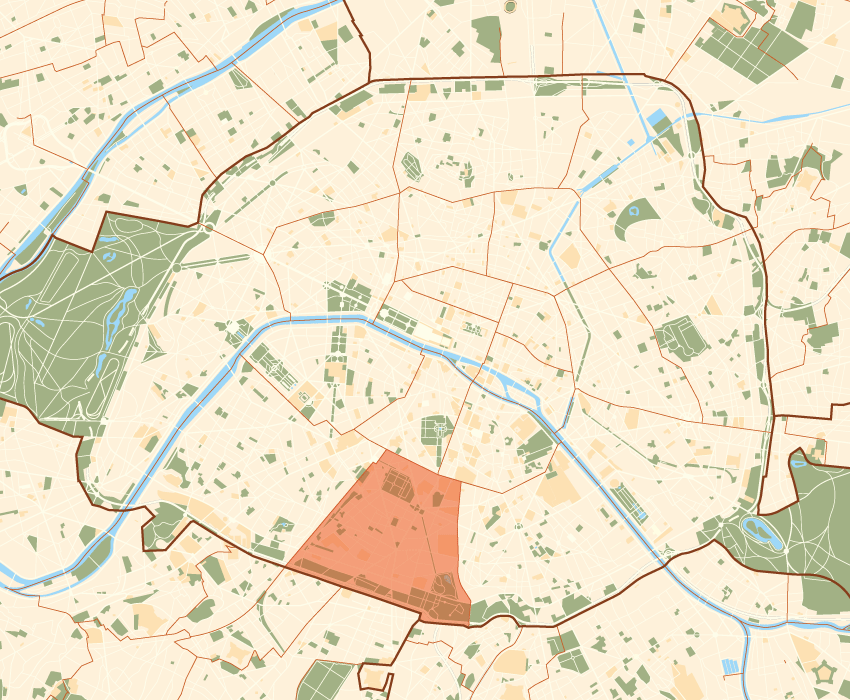
Територія 14-го округу виділена червоним

Знаходиться на лівому березі Сени в південній частині Парижа. Включає квартали, що раніше належали до містечок Жантії (фр. Gentilly), Монруж (фр. Montrouge) і Ванв (фр. Vanves).

## Населення
На час перепису населення 1999 року, на території округу площею в 564 га проживало 132 844 особи, тобто 23 554 осіб/км ².
| Рік (перепис населення) | Населення | Густина (чол./Км ²) |
| ----------------------- | --------- | ------------------- |
| 1954 (пік населеності)  | 181 414   | 32 274              |
| 1962                    | 178 149   | 31 693              |
| 1968                    | 167 093   | 29 727              |
| 1975                    | 149 137   | 26 532              |
| 1982                    | 138 596   | 24 657              |
| 1990                    | 136 574   | 24 297              |
| 1999                    | 132 844   | 23 634              |

## Адміністрація
Адреса мерії округу:

2 place Ferdinand Brunot

75014 Paris
Мером округу 29 березня 2008 р. знову обрано соціаліста П'єра Кастанью (Pierre Castagnou).

## Квартали
```
Адміністративний поділ: 
```

- Монпарнас (фр. Monparnasse)
- Монсурі (Montsouris)
- Петі-Монруж (Petit-Montrouge)
- Плезанс (Plaisanse)

## Охорона здоров'я
- Лікарня « Léopold Bellan»
- Лікарня «Sainte-Anne»
- Лікарня «Saint-Josephe»
- Лікарня «Saint-Vincent-de-Paul»
- Лікарня «Cochan»
- Лікарня «Broussais»
- Лікарня «Le Rochefoucauld»
- Лікарня «Notre-Dame de Bon Secours»
- Інститут «Monsouris»
- Пологові будинки «Baudelocque» та «Port Royal»

## Визначні місця
- Монпарнас
- Катакомби Парижа
- Парк Монсурі
- Парк Університетського містечка
- Паризька обсерваторія
- Кладовище Монпарнас

## Транспорт
- Вокзал Монпарнас
- RER B
- Метро: лінії 4, 6, 10, 12b, і 13
- Автобуси: лінії 21, 28, 38, 58, 62, 68, 88, 89, 91, 92, 94, 96, PC1, 216-Orlybus